# Tanzania Music Awards 2011
 (août 2020).
La mise en forme du texte ne suit pas les recommandations de Wikipédia : il faut le « wikifier ».
Les points d'amélioration suivants sont les cas les plus fréquents. Le détail des points à revoir est peut-être précisé sur la page de discussion.
- Les titres sont pré-formatés par le logiciel. Ils ne sont ni en capitales, ni en gras.
- Le texte ne doit pas être écrit en capitales (les noms de famille non plus), ni en gras, ni en italique, ni en « petit »…
- Le gras n'est utilisé que pour surligner le titre de l'article dans l'introduction, une seule fois.
- L'italique est rarement utilisé : mots en langue étrangère, titres d'œuvres, noms de bateaux, etc.
- Les citations ne sont pas en italique mais en corps de texte normal. Elles sont entourées par des guillemets français : « et ».
- Les listes à puces sont à éviter, des paragraphes rédigés étant largement préférés. Les tableaux sont à réserver à la présentation de données structurées (résultats, etc.).
- Les appels de note de bas de page (petits chiffres en exposant, introduits par l'outil «  Source ») sont à placer entre la fin de phrase et le point final[comme ça].
- Les liens internes (vers d'autres articles de Wikipédia) sont à choisir avec parcimonie. Créez des liens vers des articles approfondissant le sujet. Les termes génériques sans rapport avec le sujet sont à éviter, ainsi que les répétitions de liens vers un même terme.
- Les liens externes sont à placer uniquement dans une section « Liens externes », à la fin de l'article. Ces liens sont à choisir avec parcimonie suivant les règles définies. Si un lien sert de source à l'article, son insertion dans le texte est à faire par les notes de bas de page.
- La présentation des références doit suivre les conventions bibliographiques. Il est recommandé d'utiliser les modèles {{Ouvrage}}, {{Chapitre}}, {{Article}}, {{Lien web}} et/ou {{Bibliographie}}. Le mode d'édition visuel peut mettre en forme automatiquement les références.
- Insérer une infobox (cadre d'informations à droite) n'est pas obligatoire pour parachever la mise en page.

Pour une aide détaillée, merci de consulter Aide:Wikification.
Si vous pensez que ces points ont été résolus, vous pouvez retirer ce bandeau et améliorer la mise en forme d'un autre article.
La 12e édition des Tanzania Music Awards a eu lieu au Diamond Jubilee Hall à Dar es Salaam, le samedi 26 mars 2011. L' artiste Bongo Flava 20 Percent a été le grand gagnant de la soirée avec cinq trophées sur sept nominations,. L'artiste lui-même n'était pas présent et il était représenté par son producteur Man Water. La gagnante Lady Jaydee était également absente lors de la cérémonie de remise des prix et un fan a remporté les deux prix en son nom. L'artiste a déclaré plus tard qu'elle n'avait pas reçu d'invitation pour l'événement. Le chanteur Diamond, qui a remporté trois prix aux Tanzania Music Awards 2010 et a été nommé dans quatre catégories, faisait partie de ceux qui sont repartis les mains vides.

## Nominations et gagnants

### Meilleur artiste masculin
- 20 pour cent
- Ali Kiba
- AY
- Barnaba
- Belle 9
- Diamond Platnumz

### Meilleure artiste féminine
- Lady Jaydee
- Khadija Kopa
- Linah
- Mwasiti
- Shaa

### Meilleur chanteur masculin
- 20 Percent
- Ali Kiba
- Banane Zorro
- Barnaba
- Belle 9
- diamant

### Meilleure chanteuse
- Linah
- Khadija Kopa
- Lady Jaydee
- Mwasiti
- Shaa

### Meilleur auteur-compositeur
- 20 Percent
- Barnaba
- Lady Jaydee
- Mrisho Mpoto
- Mzee Yusuph

### Meilleur artiste à venir
- Linah
- Bob Junior
- Sajna
- Sam wa Ukweli
- Top C

### Meilleur artistehip-hop
- Joh Makini
- Chidi Benz
- Fid Q
- Godzilla
- Ngwear

### Meilleur rappeur (d'un groupe)
- Khalid Chokoraa
- Ferguson
- Kitokololo
- Msafiri Diouf
- Toto ze Bingwa

### Meilleure chanson
- 20 Percent - "Tamaa Mbaya"
- 20 Percet - "Ya Nini Malumbano"
- Chege & Temba feat Wahu - "Mkono Mmoja"
- Gelly wa Ryme avec AT & Ray C - "Mama Ntilie"
- Sam wa Ukweli - "Sina Raha"
- Tip Top Connection - "Bado Tunapanda"

### Meilleure vidéo
- CPWAA avec Ms. Triniti, Mangwair et Dully Sykes - "Action"
- 20 Percent - "Ya nini Malumbano"
- 20 Percent - "Tamaa Mbaya"
- Bob Junior - "Oyoyo"
- Diamant - 'Mbagala'
- Gelly wa Ryme avec AT & Ray C - "Mama Ntilie"

### Meilleure chanson Afro Pop
- 20 Percent - "Ya Nini Malumbano"
- 20 Percent - "Tamaa Mbaya"
- Bob Junior - "Oyoyo"
- Diamond Platnumz - "Mbagala"
- Gelly wa Rymes Ft AT & Ray C - "Mama ntilie"

### Meilleurechanson R&B
- Ben Pol (en) - Nikikupata
- Belle 9 - "Nous ni Wangu"
- Hussein Machozi avec Maunda Zorro - "Hello"
- Linah - "Atatamani"
- Z-Anton - "Kisiwa cha Malavidavi"

### Meilleure chanson deZouk/ Rumba
- Barnaba - "Nabembelezwa"
- Amini - "Bado Robo Saa"
- Linah - "Bora Nikimbie"
- Sam wa Ukweli - "Sina Raha"
- Top C - "Ulofa"

### Meilleure chansonhip hop
- JCB avec Fid Q & Chidi Benz - "Ukisikia Paah"
- AY et Mwana FA - "Usije Mjini"
- Fid Q - "Propagande"
- Joh Makini - "Karibu Tena"
- Nick wa Pili avec Joh Makini - "Higher"

### Meilleure chanson de collaboration
- JCB avec Fid Q & Chidi Benz & Jay Moe - 'Ukisikia Paah"
- Chege & Temba avec Wahu - "Mkono Mmoja"
- FA & AY avec Hardmad - "Dakika Moja"
- Gelly wa Ryme avec AT & Ray C - "Mama Ntilie"
- Offside trick avec Bi Kidude - "Ahmada"

### Meilleure chansonswahili(d'un groupe)
- Mapacha Watatu ft Mzee Yusuph - "Shika Ushikapo"
- Akudo - "Pongezi kwa Wanandao"
- Extra Bongo - "Laptop"
- Twanga Pepeta - "Kauli"
- Twanga Pepeta - "Mapenzi hayana kiapo"

### Meilleure chansonRagga/Dancehall
- CPWAA avec Mme Triniti, Mangwair et Dully Sykes - "Action"
- Benjamin - "My Friend"
- Benjamin wa Mambo Jambo avec AT - "Nimefulia"
- Big Jah Man avec Richard - "Far Away"
- Jet Man - "Kiuno Weka Busy"

### Meilleure chansonreggae
- Hardmad avec Enika et BNV - 'Ujio Mpya'
- Bob Lau Mwalugaja - 'Reggae Swadakta'
- Hardmad - "What u Feel inside"
- Homme Jhiko - 'Sayuni'
- Ras Rwanda Magere - 'Sauti ya rasta'
- Guerriers de l'Est - 'Misinga ya Rasta'

### Meilleure chanson deTaarab
- Jahazi - My Valentine
- Isha Ramadhani - 'Acheni Kuniandama'
- Isha Ramadhani - 'Mama Nipe Radhi'
- Jahazi - «Langu Rohoni»
- Khadija Kopa - «Top in Town»

### Meilleure chanson d'Afrique de l'Est
- Kidum et Lady Jaydee - 'Nitafanya'
- Alpha ft AY - 'Songa Mbele'
- Bebe Cool - 'Kasepiki'
- Goodlyfe Crew - 'Vuvuzela'
- P-Unit - 'Kare'

### Meilleure chanson traditionnelle
- Mpoki ft Cassim - 'Shangazi'
- Mataluma - 'Kariakoo'
- Mrisho Mpoto - 'Adela'
- Offsidetrick avec Bi Kidude - 'Ahmada'
- Ommy G - «Wa Mbele Mbele»

### Meilleur producteur
- Lamar
- Bob Junior
- Homme Walter
- Marco Chali
- Pancho Latino

### Trophée Hall of Fame
- à un particulier: Said Mabera
- à une institution: Tanzania Broadcasting Radio (TBC) : Institutional Award pour leur préservation du patrimoine musical tanzanien

## Voir également
- Tanzanie Music Awards